# Ереманс
Ереманс (фр. Hérémence) — громада в Швейцарії в кантоні Вале, округ Еран.

## Географія
Громада розташована на відстані близько 90 км на південь від Берна, 7 км на південний схід від Сьйона.
Ереманс має площу 107,5 км², з яких на 1,7 % дозволяється будівництво (житлове та будівництво доріг), 19,4 % використовуються в сільськогосподарських цілях, 19,6 % зайнято лісами, 59,3 % не є продуктивними (річки, льодовики або гори).

## Демографія
2019 року в громаді мешкало 1421 особа (+3 % порівняно з 2010 роком), іноземців було 5,6 %. Густота населення становила 13 осіб/км².
За віковим діапазоном населення розподілялося таким чином: 14 % — особи молодші 20 років, 54,6 % — особи у віці 20—64 років, 31,4 % — особи у віці 65 років та старші. Було 681 помешкань (у середньому 2 особи в помешканні).
Із загальної кількості 435 працюючих 58 було зайнятих в первинному секторі, 136 — в обробній промисловості, 241 — в галузі послуг.